# Rieno Stofferis
Rieno Stofferis (Ursel, 21 juni 1978) is een Belgisch wielrenner.

## Belangrijkste overwinning
2005
- Lochristi

## Tourdeelnames
geen
Aiken · Bogaerts · T.Cassidy · M.Cassidy · M.Concannon · E.Concannon · Connor · Cosyn · Desaever · Irvine · Kelly · McQuaid · Minne · O'Brien · Schoonacker · Schoonjans · Stofferis · Vandekerckhove
Bak · Beddegenoodts · T.Cassidy · M.Cassidy · Dempsey · Fox · Gallagher · Healion · Kelly · Meeusen · O'Brien · Speirs · Stofferis
M.Cassidy · De Schrooder · Dunworth · Fleeman · Folkesson · Gallagher · Lisabeth · Lloyd · McLaughlin · Müller · O'Brien · Speirs · Stofferis · van Kuik